# أندريه أبيغلين
أندريه أبيغلين (7 مارس 1909 – 8 نوفمبر 1944) لاعب كرة قدم سويسري راحل كان يجيد اللعب في خط الهجوم.
لعب طوال مسيرته الرياضية في أندية غراسهوبر زيوريخ (1926-1927) إتويل كاروغ (1927-1928) كانتونال نيوشاتيل (1928-1929) غراسهوبر زيوريخ (1930-1934) سوشو (1934-1937) سيرفيت (1937-1942) لو تشو دي فوندز (1942-1944).
مثل منتخب سويسرا في 52 مباراة مسجلا 29 هدف (1927-1943). شارك مع منتخب سويسرا في بطولة كأس العالم 1934 في إيطاليا حيث خرج من الدور الربع النهائي وبطولة كأس العالم 1938 في فرنسا حيث خرج من الدور الربع النهائي أيضا.
تولى تدريب أندية سوشو (1936) سيرفيت (1937-1942).

## وصلات خارجية
- أندريه أبيغلين على موقع الاتحاد الدولي (مؤرشف)  (الإنجليزية)
- أندريه أبيغلين على موقع قاعدة بيانات كرة القدم.إي يو (الإنجليزية)
- أندريه أبيغلين على موقع ناشيونال فوتبول تيمز (الإنجليزية)
- أندريه أبيغلين على موقع Soccerway.com (الإنجليزية)
- أندريه أبيغلين على موقع عالم كرة القدم.نت (الإنجليزية)
- هذا سيرة ذاتية